# 哈尔·阿什贝
哈尔·阿什贝（1929年9月2日-1988年12月27日） 是一位美国電影導演兼剪辑师。 阿什貝生于奥格登 ，他曾为诺曼·杰威森剪辑电影。他也是電影《哈洛與茂德》的導演。